# IC 2586
IC 2586 ist eine elliptische Galaxie vom Hubble-Typ E4 im Sternbild Hydra südlich des Himmelsäquators. Sie ist schätzungsweise 154 Millionen Lichtjahre von der Milchstraße entfernt.
Das Objekt wurde am 1. Januar 1898 von Lewis Swift entdeckt.